# Petrogale assimilis
El ualabí rupestre aliado (Petrogale assimilis) es una especie de ualabí de las rocas que habita en Queensland, Australia. Es muy similar a otras seis especies de wallabies de la rocas que habitan esta zona, incluidos el ualabí rupestre del cabo de York, el ualabí de las rocas sin adornos, y ualabí rupestre de Herbert.
El ualabí rupestre aliado habita en la zona interior de Townsville, y también en las islas Magnetic y Palm. Posee algunas características que permiten distinguirlo en el campo de sus parientes cercanos.